# イリノイ州副知事
イリノイ州副知事（Lieutenant Governor of Illinois）は、アメリカ合衆国イリノイ州の副知事である。

## 一覧
| #  | 氏名                             | 政党       | 就任           | 退任               | 知事                               | 政党       | 任期            |
| -- | -------------------------------- | ---------- | -------------- | ------------------ | ---------------------------------- | ---------- | --------------- |
| 1  | ピエール・メナード               | 民主共和党 | 1818年10月6日  | 1822年12月5日      | シャドラク・ボンド                 | 民主共和党 | 1818年 - 1822年 |
| 2  | アドルフ・ハバード               | 民主共和党 | 1822年12月5日  | 1826年12月6日      | エドワード・コールズ               | 民主共和党 | 1822年 - 1826年 |
| 3  | ウィリアム・スキニー             | 民主党     | 1826年12月6日  | 1830年12月9日      | ニニアン・エドワーズ               | 民主共和党 | 1826年 - 1830年 |
| 4  | ザドク・ケイシー                 | 民主党     | 1830年12月9日  | 1833年3月1日       | ジョン・レイノルズ                 | 民主党     | 1830年 - 1834年 |
| 5  | ウィリアム・リー・D・ユーイング  | 民主党     | 1833年3月1日   | 1834年12月5日      | ジョン・レイノルズ                 | 民主党     | 1830年 - 1834年 |
|    | 空席                             |            | 1834年11月17日 | 1834年12月5日      | ウィリアム・リー・D・ユーイング    | 民主党     | 1834年          |
| 6  | アレグザンダー・ジェンキンス     | 民主党     | 1834年12月5日  | 1836年12月9日 辞任 | ジョーゼフ・ダンカン               | 民主党     | 1834年 - 1838年 |
| 7  | ウィリアム・H・デイヴィッドソン  | 民主党     | 1836年12月9日  | 1838年12月7日      | ジョーゼフ・ダンカン               | 民主党     | 1834年 - 1838   |
| 8  | スティンソン・アンダーソン       | 民主党     | 1838年12月7日  | 1842年12月8日      | トーマス・カーリン                 | 民主党     | 1838年 - 1842年 |
| 9  | ジョン・ムーア                   | 民主党     | 1842年12月8日  | 1846年12月9日      | トーマス・フォード                 | 民主党     | 1842年 - 1846年 |
| 10 | ジョーゼフ・ウェルズ             | 民主党     | 1846年12月9日  | 1849年1月8日       | オーガスタス・フレンチ             | 民主党     | 1846年 - 1853年 |
| 11 | ウィリアム・マクマートリー       | 民主党     | 1849年1月8日   | 1853年1月10日      | オーガスタス・フレンチ             | 民主党     | 1846年 - 1853年 |
| 12 | グスタヴァス・コアナー           | 民主党     | 1853年1月10日  | 1857年1月12日      | ジョエル・オルドリッチ・マテソン   | 民主党     | 1853年 - 1857年 |
| 13 | ジョン・ウッド                   | 共和党     | 1857年1月12日  | 1860年3月20日      | ウィリアム・ヘンリー・ビッセル     | 共和党     | 1857年 - 1860年 |
| 14 | トーマス・マーシャル             | 民主党     | 1861年1月7日   | 1861年1月14日      | ジョン・ウッド                     | 共和党     | 1860年 - 1861年 |
| 15 | フランシス・ホフマン             | 共和党     | 1861年1月14日  | 1865年1月16日      | リチャード・イェイツ               | 共和党     | 1861年 - 1865年 |
| 16 | ウィリアム・ブロス               | 共和党     | 1865年1月16日  | 1869年1月11日      | リチャード・オグルズビー           | 共和党     | 1865年 - 1869年 |
| 17 | ジョン・ドハティ                 | 共和党     | 1869年1月11日  | 1873年1月13日      | ジョン・M・パーマー                | 共和党     | 1869年 - 1873年 |
| 18 | ジョン・ラウリー・ベヴァリッジ   | 共和党     | 1873年1月13日  | 1873年1月23日      | リチャード・オグルズビー           | 共和党     | 1873年          |
| 19 | ジョン・アーリー                 | 共和党     | 1873年1月23日  | 1875年1月8日       | ジョン・ラウリー・ベヴァリッジ     | 共和党     | 1873年 - 1877   |
| 20 | アーチボルドグレン               | 民主党     | 1875年1月8日   | 1877年1月8日       | ジョン・ラウリー・ベヴァリッジ     | 共和党     | 1873年 - 1877   |
| 21 | アンドリュー・・シューマン       | 共和党     | 1877年1月8日   | 1881年1月10日      | シェルビー・ムーア・カロム         | 共和党     | 1877年 - 1883年 |
| 22 | ジョン・マーシャル・ハミルトン   | 共和党     | 1881年1月10日  | 1883年2月6日       | シェルビー・ムーア・カロム         | 共和党     | 1877年 - 1883年 |
| 23 | ウィリアム・J・キャンベル        | 共和党     | 1883年2月6日   | 1885年1月30日      | ジョン・マーシャル・ハミルトン     | 共和党     | 1883年 - 1885年 |
| 24 | ジョン・スミス                   | 共和党     | 1885年1月30日  | 1889年1月14日      | リチャード・オグルズビー           | 共和党     | 1885年 - 1889年 |
| 25 | ライマン・レイ                   | 共和党     | 1889年1月14日  | 1893年1月10日      | ジョーゼフ・W・ファイファー        | 共和党     | 1889年 - 1893年 |
| 26 | ジョーゼフ・B・ギル              | 民主党     | 1893年1月10日  | 1897年1月11日      | ジョン・ピーター・オルトゲルド     | 民主党     | 1893年 - 1897年 |
| 27 | ウィリアム・ノースコット         | 共和党     | 1897年1月11日  | 1901年1月14日      | ジョン・ライリー・タナー           | 共和党     | 1897年 - 1901年 |
| 27 | ウィリアム・ノースコット         | 共和党     | 1901年1月14日  | 1905年1月9日       | リチャード・イェイツ               | 共和党     | 1901年 - 1905年 |
| 28 | ローレンス・シャーマン           | 共和党     | 1905年1月9日   | 1909年1月18日      | チャールズ・S・デニーン            | 共和党     | 1905年 - 1913年 |
| 29 | ジョン・オグルズビー             | 共和党     | 1909年1月18日  | 1913年2月3日       | チャールズ・S・デニーン            | 共和党     | 1905年 - 1913年 |
| 30 | バラット・オハラ                 | 民主党     | 1913年2月3日   | 1917年1月8日       | エドワード・フィッツシモンズ・ダン | 民主党     | 1913年 - 1917年 |
| 31 | ジョン・オグルズビー             | 共和党     | 1917年1月8日   | 1921年1月10日      | フランク・O・ラウデン              | 共和党     | 1917年 - 1921年 |
| 32 | フレッド・スターリング           | 共和党     | 1921年1月10日  | 1929年1月14日      | レン・スモール                     | 共和党     | 1921年 - 1929年 |
| 32 | フレッド・スターリング           | 共和党     | 1929年1月14日  | 1933年1月9日       | ルイ・リンカーン・エマーソン       | 共和党     | 1929年 - 1933年 |
| 33 | トーマス・ドノヴァン             | 民主党     | 1933年1月9日   | 1937年1月4日       | ヘンリー・ホーナー                 | 民主党     | 1933年 - 1940年 |
| 34 | ジョン・ヘンリー・ステル         | 民主党     | 1937年1月4日   | 1940年10月6日      | ヘンリー・ホーナー                 | 民主党     | 1933年 - 1940年 |
|    | 空席                             |            | 1940年10月6日  | 1941年1月13日      | ジョン・ヘンリー・ステル           | 民主党     | 1940年 - 1941年 |
| 35 | ヒュー・W・クロス                | 共和党     | 1941年1月13日  | 1949年1月10日      | ドワイト・H・グリーン              | 共和党     | 1941年 - 1949年 |
| 36 | シャーウッド・ディクソン         | 民主党     | 1949年1月10日  | 1953年1月12日      | アドレイ・スティーヴンソン2世      | 民主党     | 1949年 - 1953年 |
| 37 | ジョン・ウィリアム・チャップマン | 共和党     | 1953年1月12日  | 1961年1月9日       | ウィリアム・ストラットン           | 共和党     | 1953年 - 1961年 |
| 38 | サミュエル・H・シャピロ          | 民主党     | 1961年1月9日   | 1968年5月21日      | オットー・カーナー・ジュニア       | 民主党     | 1961年 - 1968年 |
|    | 空席                             |            | 1968年5月21日  | 1969年1月13日      | サミュエル・H・シャピロ            | 民主党     | 1968年 - 1969年 |
| 39 | ポール・サイモン                 | 民主党     | 1969年1月13日  | 1973年1月8日       | リチャード・B・オギルヴィー        | 共和党     | 1969年 - 1973年 |
| 40 | ニール・ハーティガン             | 民主党     | 1973年1月8日   | 1977年1月10日      | ダニエル・ウォーカー               | 民主党     | 1973年 - 1977年 |
| 41 | デイヴ・オニール                 | 共和党     | 1977年1月10日  | 1981年7月31日 辞任 | ジェームズ・R・トンプソン          | 共和党     | 1977年 - 1991年 |
|    | 空席                             |            | 1981年7月31日  | 1983年1月10日      | ジェームズ・R・トンプソン          | 共和党     | 1977年 - 1991年 |
| 42 | ジョージ・H・ライアン            | 共和党     | 1983年1月10日  | 1991年1月14日      | ジェームズ・R・トンプソン          | 共和党     | 1977年 - 1991年 |
| 43 | ロバート・W・カストラ            | 共和党     | 1991年1月14日  | 1998年7月1日 辞任  | ジム・エドガー                     | 共和党     | 1991年 - 1999年 |
|    | 空席                             |            | 1998年7月1日   | 1999年1月11日      | ジム・エドガー                     | 共和党     | 1991年 - 1999年 |
| 44 | コリーヌ・ウッド                 | 共和党     | 1999年1月11日  | 2003年1月13日      | ジョージ・ライアン                 | 共和党     | 1999年 - 2003年 |
| 45 | パット・クイン                   | 民主党     | 2003年1月13日  | 2009年1月29日      | ロッド・ブラゴジェヴィチ           | 民主党     | 2003年 - 2009年 |
|    | 空席                             |            | 2009年1月29日  | 2011年1月9日       | パット・クイン                     | 民主党     | 2009年 - 2011年 |
| 46 | シーラ・サイモン                 | 民主党     | 2011年1月10日  | 現職               | パット・クイン                     | 民主党     | 2011年 -        |